# Свінціцький Володимир Миколайович
Володи́мир Микола́йович Свінці́цький (7 липня 1937, Сатанів, Вінницька область — 21 лютого 2015, Київ) — український науковець, доктор філософських наук, професор.

## Життєпис
У 1954—1959 роках навчався на механіко-математичному факультеті Львівського університету. У 1961—1965 роках навчався в аспірантурі Інституту філософії АН СРСР. 1965 року в Інституті філософії АН СРСР захистив кандидатську дисертацію «Філософський аналіз поняття керуючої системи в кібернетиці». У 1969—1971 роках навчався в докторантурі Московського університету. 1971 року на об'єднаній раді Інституту філософії АН УРСР та Інституту держави і права АН УРСР захистив докторську дисертацію „Концепція «фізіології активності» в біокібернетиці“.
Працював у Львівському лісотехнічному інституті: від 1966 року — доцент, від 1969 року — завідувач кафедри філософії. У 1971 році захистив докторську дисертацію на тему: "Концепція «фізіології активності» в біокібернетиці".  Того ж року перейшов на посаду професора кафедри філософії.
Від вересня 1974 року завідувач кафедри філософії Київського національного економічного університету (колишнього Київського інституту народного господарства). У 1992—1995 роках був співдиректором Інституту державного управління і самоуправління при Кабінеті Міністрів України. Одночасно від 1996 року був деканом факультету міжнародних економічних відносин Інституту туризму економіки і права.
У квітні 2002 року був кандидатом у народні депутати України від виборчого блоку політичних партій «Єдність» (№ 39 у списку).
У 1995—1996 роках був керівником секретаріату Товариства «Україна». Від 1994 року — президент Товариства «Україна — Південна Африка». Директор Міжнародного інституту демократії.
Помер 21 лютого 2015 року, у віці 77 років та був похований у Києві.

## Праці
- «Кібернетика, мислення, життя» (у співавторстві, 1964).
- «Філософський аналіз поняття керування в кібернетиці» (у співавторстві з П. Йолоном, 1968).
- «Місто сьогодні і завтра» (у співавторстві, 1987).
- «Інституції виконавчої влади в Україні: сучасний стан та перспективи демократизації» (у співавторстві, 1995).
- «Українська демократія у контексті глобалізації» (2001) та інші.